# Estrebay
Pour les articles homonymes, voir Estrebay (homonymie).
Estrebay est une commune française située dans le département des Ardennes, en région Grand Est.

## Géographie

### Communes limitrophes
| Champlin |          | Girondelle     |
|          | Estrebay | Flaignes-Havys |
| Aouste   | Prez     |                |

### Hydrographie
La commune est traversée par la ligne de partage des eaux entre  les bassins hydrographiques Rhin-Meuse et Seine-Normandie. Elle est drainée par le ruisseau de Laval Destrebay et le ruisseau de la Vallee,.

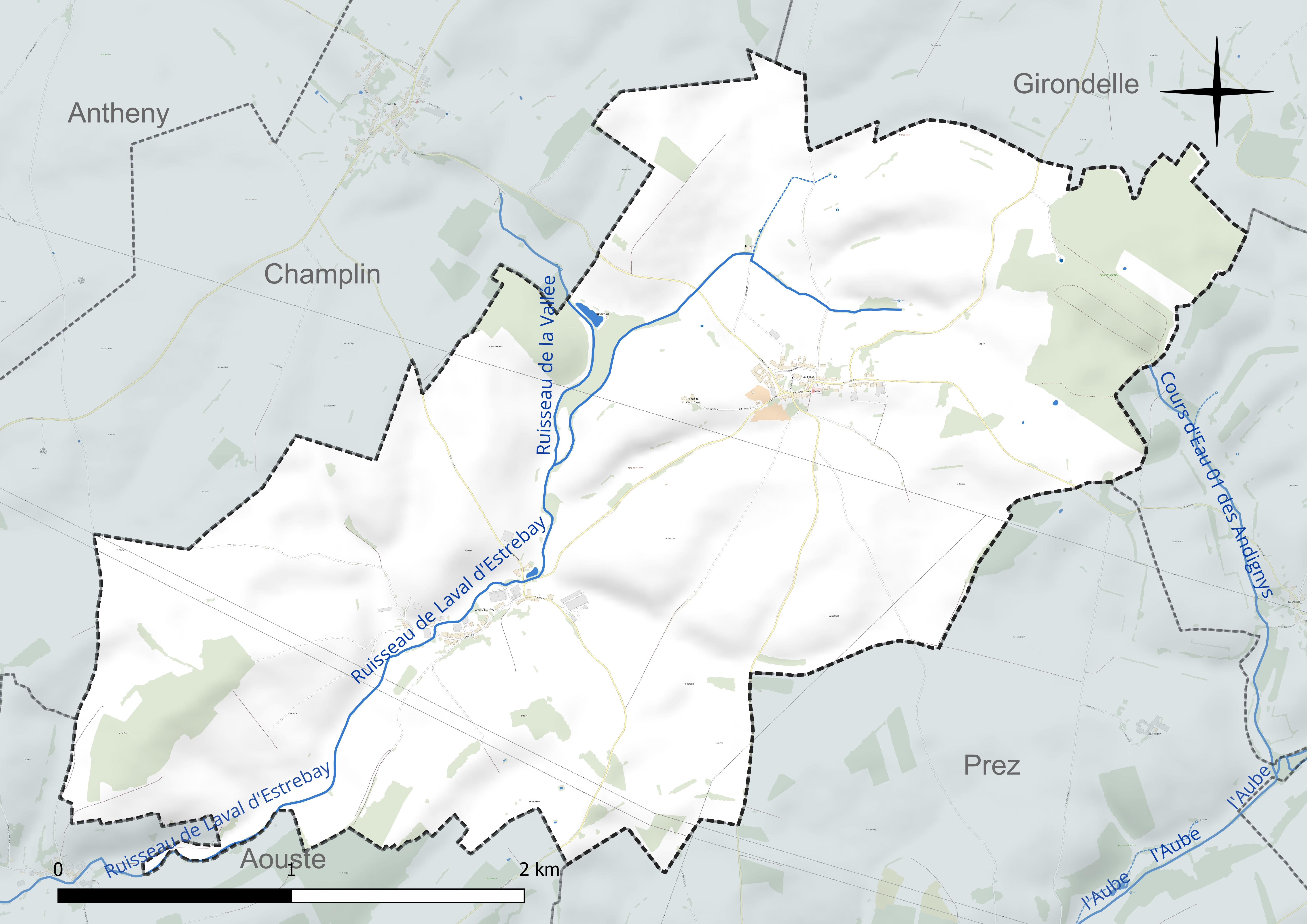
Réseau hydrographique d'Estrebay.

### Climat
Pour des articles plus généraux, voir Climat du Grand Est et Climat des Ardennes.
En 2010, le climat de la commune est de type climat de montagne, selon une étude du Centre national de la recherche scientifique s'appuyant sur une série de données couvrant la période 1971-2000. En 2020, Météo-France publie une typologie des climats de la France métropolitaine dans laquelle la commune est exposée à un climat océanique altéré et est dans la région climatique Nord-est du bassin Parisien, caractérisée par un ensoleillement médiocre, une pluviométrie moyenne régulièrement répartie au cours de l’année et un hiver froid (3 °C).
Pour la période 1971-2000, la température annuelle moyenne est de 9,2 °C, avec une amplitude thermique annuelle de 15,4 °C. Le cumul annuel moyen de précipitations est de 1 021 mm, avec 13,8 jours de précipitations en janvier et 10,1 jours en juillet. Pour la période 1991-2020, la température moyenne annuelle observée sur la station météorologique de Météo-France la plus proche, « Signy-l'abbaye », sur la commune de Signy-l'Abbaye à 15 km à vol d'oiseau, est de 10,2 °C et le cumul annuel moyen de précipitations est de 1 060,5 mm. 
La température maximale relevée sur cette station est de 40 °C, atteinte le 25 juillet 2019 ; la température minimale est de −20,5 °C, atteinte le 17 janvier 1985,,.
Les paramètres climatiques de la commune ont été estimés pour le milieu du siècle (2041-2070) selon différents scénarios d'émission de gaz à effet de serre à partir des nouvelles projections climatiques de référence DRIAS-2020. Ils sont consultables sur un site dédié publié par Météo-France en novembre 2022.

## Urbanisme

### Typologie
Au 1er janvier 2024, Estrebay est catégorisée commune rurale à habitat très dispersé, selon la nouvelle grille communale de densité à 7 niveaux définie par l'Insee en 2022.
Elle est située hors unité urbaine. Par ailleurs la commune fait partie de l'aire d'attraction de Charleville-Mézières, dont elle est une commune de la couronne,. Cette aire, qui regroupe 132 communes, est catégorisée dans les aires de 50 000 à moins de 200 000 habitants,.

### Occupation des sols
L'occupation des sols de la commune, telle qu'elle ressort de la base de données européenne d’occupation biophysique des sols Corine Land Cover (CLC), est marquée par l'importance des territoires agricoles (87,1 % en 2018), une proportion identique à celle de 1990 (87,1 %). La répartition détaillée en 2018 est la suivante : 
prairies (45,4 %), terres arables (41,7 %), forêts (12,9 %). L'évolution de l’occupation des sols de la commune et de ses infrastructures peut être observée sur les différentes représentations cartographiques du territoire : la carte de Cassini (XVIIIe siècle), la carte d'état-major (1820-1866) et les cartes ou photos aériennes de l'IGN pour la période actuelle (1950 à aujourd'hui).

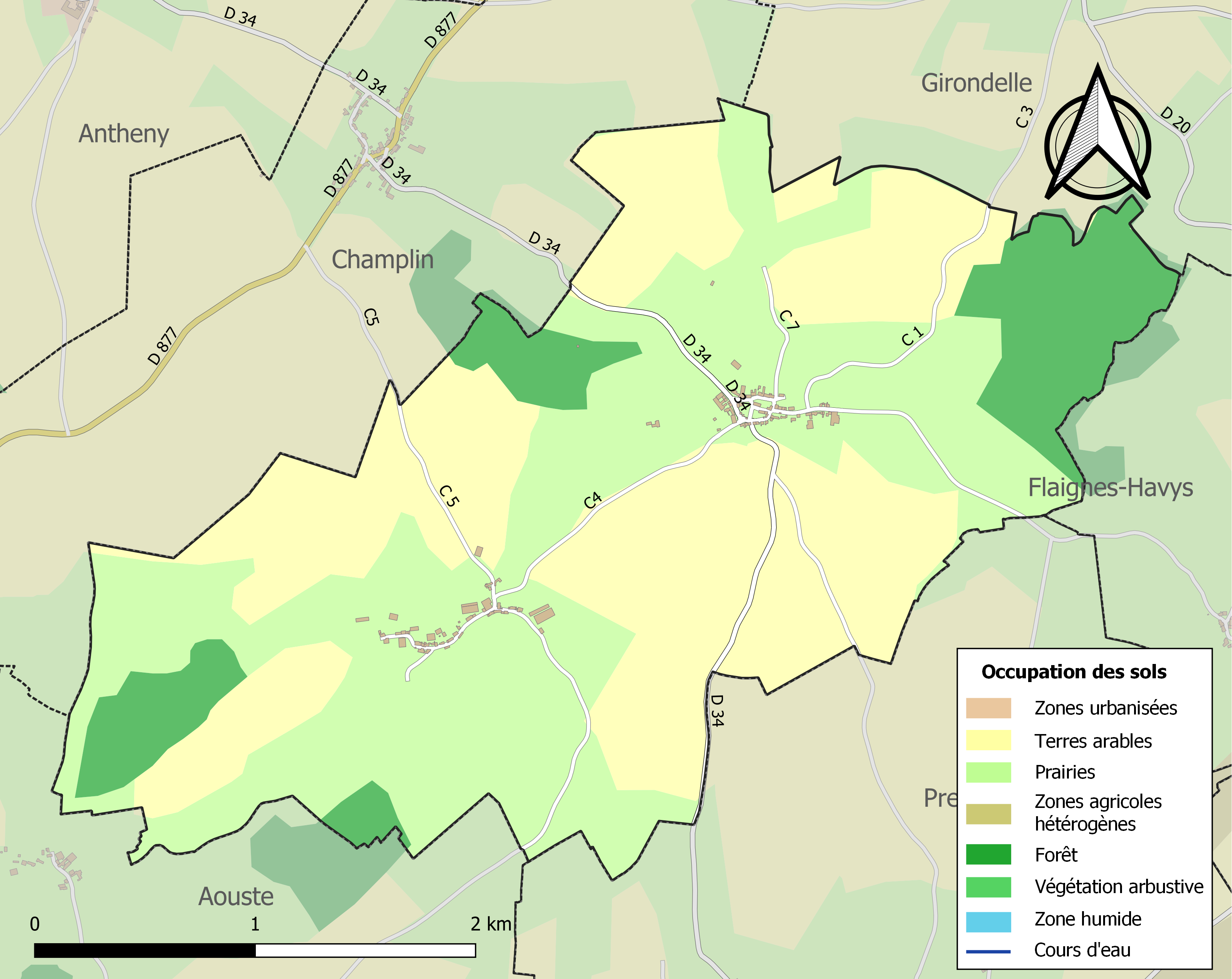
Carte des infrastructures et de l'occupation des sols de la commune en 2018 (CLC).

## Toponymie
Le nom de la localité est attesté sous la forme Parrochia de Estrebay en 1328.
Deux racines semblent claires :
- "Estre" du latin strictus, moyen anglais streit ; de l'ancien français estreit, estrech à relier aux passages (donne par exemple "fenestre"= fenêtre ) : semble clairement à associer à la vallée passage resserré.
- "Bay" racine très ancienne gauloise qui désigne très souvent l'eau, la rivière, qui a donné l'expression "tomber à la baye".

## Politique et administration
| Période                                  | Période  | Identité                | Étiquette | Qualité                               |
| ---------------------------------------- | -------- | ----------------------- | --------- | ------------------------------------- |
| Les données manquantes sont à compléter. |          |                         |           |                                       |
| mars 2001                                | mai 2020 | Sylvie Charlot-Faucheux | UMP-LR    | Cadre Réélue pour le mandat 2014-2020 |
| mai 2020                                 | En cours | Mireille Blain          |           |                                       |

Estrebay a adhéré à la charte du parc naturel régional des Ardennes, à sa création en décembre 2011.

## Démographie
L'évolution du nombre d'habitants est connue à travers les recensements de la population effectués dans la commune depuis 1793. Pour les communes de moins de 10 000 habitants, une enquête de recensement portant sur toute la population est réalisée tous les cinq ans, les populations de référence des années intermédiaires étant quant à elles estimées par interpolation ou extrapolation. Pour la commune, le premier recensement exhaustif entrant dans le cadre du nouveau dispositif a été réalisé en 2004.

En 2022, la commune comptait 86 habitants, en évolution de +22,86 % par rapport à 2016 (Ardennes : −2,97 %, France hors Mayotte : +2,11 %).
| 1793 | 1800 | 1806 | 1821 | 1831 | 1836 | 1841 | 1846 | 1851 |
| ---- | ---- | ---- | ---- | ---- | ---- | ---- | ---- | ---- |
| 305  | 254  | 287  | 307  | 365  | 357  | 366  | 372  | 342  |

| 1866 | 1872 | 1876 | 1881 | 1886 | 1891 | 1896 | 1901 | 1906 |
| ---- | ---- | ---- | ---- | ---- | ---- | ---- | ---- | ---- |
| 300  | 282  | 267  | 279  | 260  | 247  | 258  | 241  | 235  |

| 1911 | 1921 | 1926 | 1931 | 1936 | 1946 | 1954 | 1962 | 1968 |
| ---- | ---- | ---- | ---- | ---- | ---- | ---- | ---- | ---- |
| 217  | 184  | 177  | 172  | 177  | 143  | 162  | 149  | 130  |

| 1975 | 1982 | 1990 | 1999 | 2004 | 2006 | 2009 | 2014 | 2019 |
| ---- | ---- | ---- | ---- | ---- | ---- | ---- | ---- | ---- |
| 98   | 81   | 66   | 69   | 79   | 87   | 77   | 69   | 81   |

| 2022 | - | - | - | - | - | - | - | - |
| ---- | - | - | - | - | - | - | - | - |
| 86   | - | - | - | - | - | - | - | - |

## Lieux et monuments
- Église Notre-Dame d'Estrebay.

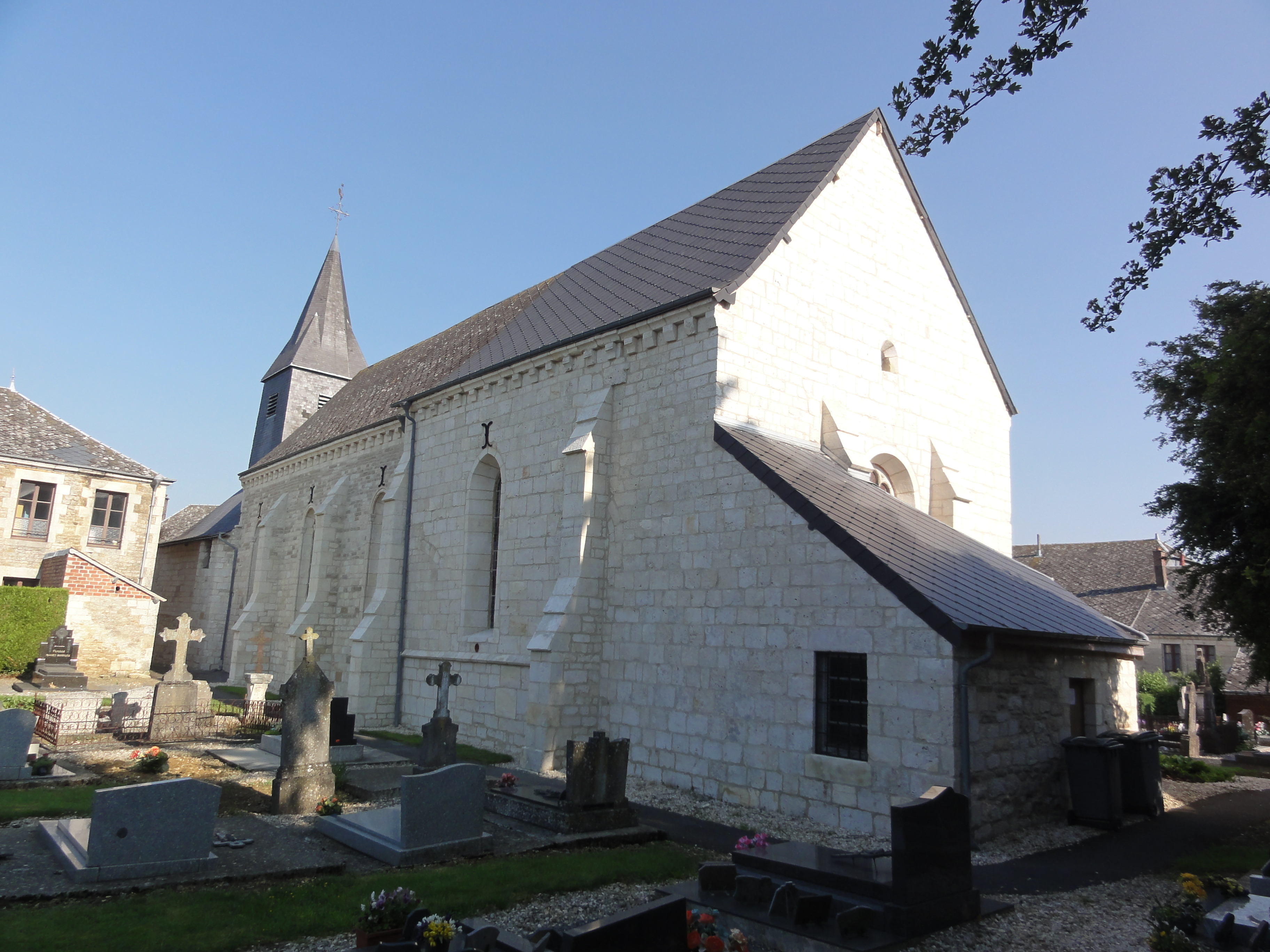
Église d'Estrebay.
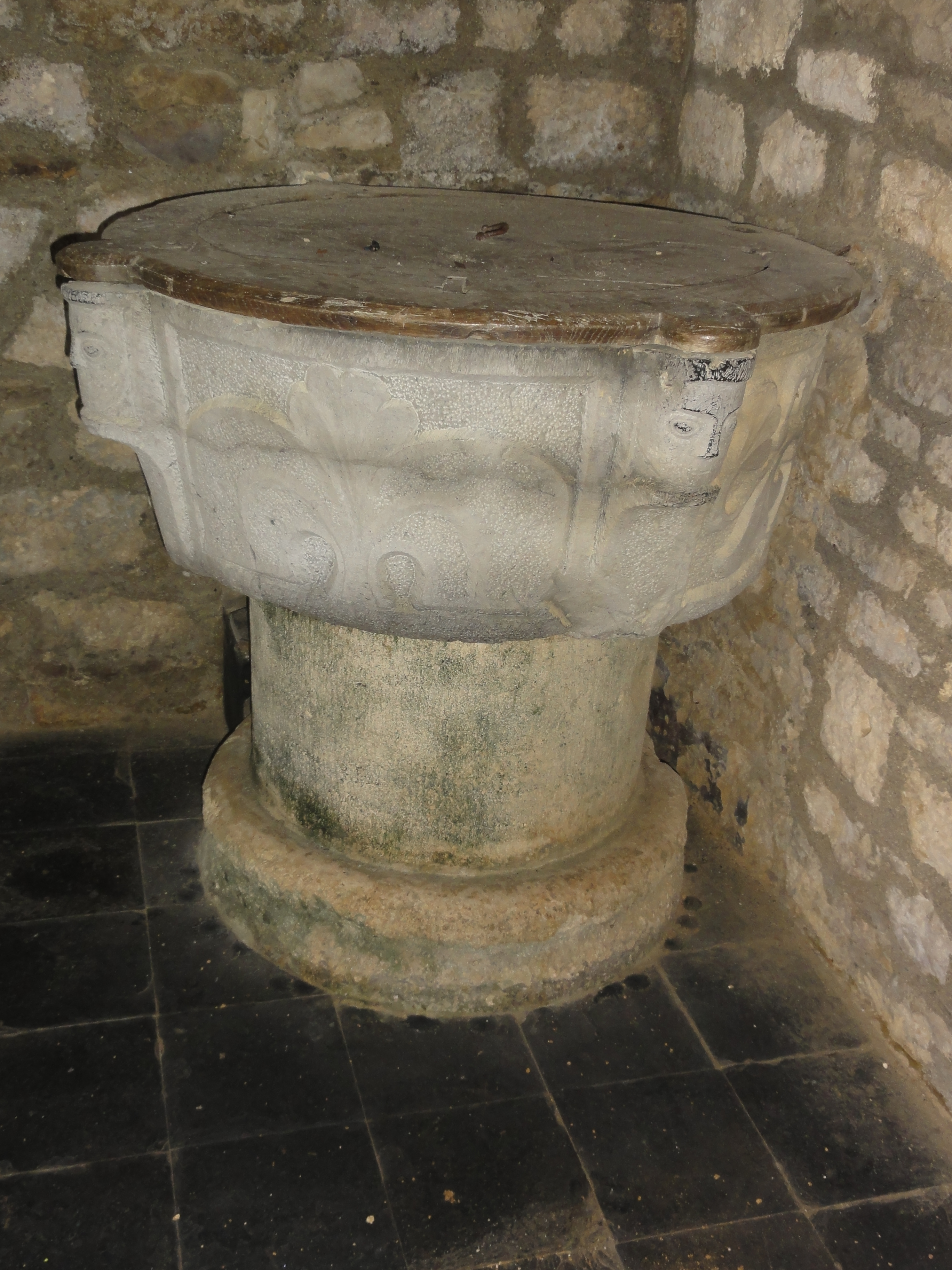
Église, fonts baptismaux.
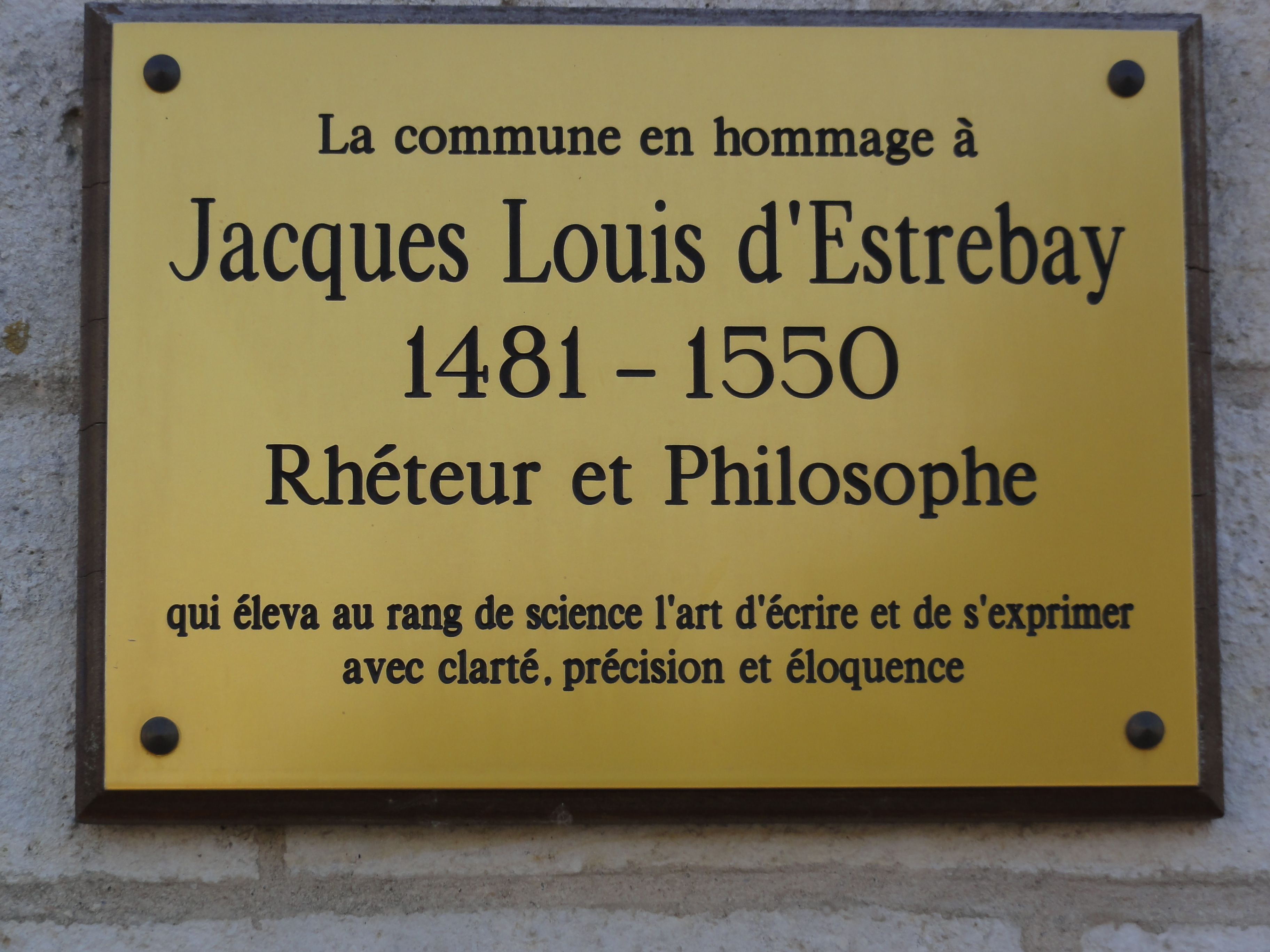
Plaquette Jacques-Louis d'Estrebay.

## Personnalités liées à la commune
- Jacques-Louis d'Estrebay (1481-1550) rhéteur et philosophe.
- Serge Arnould, né à Estrebay le 30 mai 1944, ingénieur, consul honoraire de la république d'Estonie en Rhône-Alpes et Auvergne.[réf. nécessaire]

## Héraldique
| Armes de Estrebay | Les armes d’Estrebay se blasonnent ainsi : D’azur à la croix d’argent chargée d’une croisette pattée de gueules en cœur, cantonnée de quatre étoiles d’or. |